# アルセーイス
アルセーイス（古代ギリシア語：Ἀλσηΐς, Alsēis、複数形：アルセーイデス Ἀλσηΐδες, Alsēides）は、ギリシア神話に登場する森のニュンペーである。
ロドスのアポローニオスの『アルゴナウタイ』Ｉ巻1066行に、νύμφαι....ἀλσηίδες（ニュンパイ....アルセーイデス、ニュンペー・アルセーイスたち）という記述がある。